# 辞退
| ウィキペディアには「辞退」という見出しの百科事典記事はありません（タイトルに「辞退」を含むページの一覧/「辞退」で始まるページの一覧）。 代わりにウィクショナリーのページ「辞退」が役に立つかもしれません。 |